# Arctagrostis arundinacea
Arctagrostis arundinacea là một loài thực vật có hoa trong họ Hòa thảo. Loài này được (Trin.) Beal mô tả khoa học đầu tiên năm 1887.